# Begoña Villacís

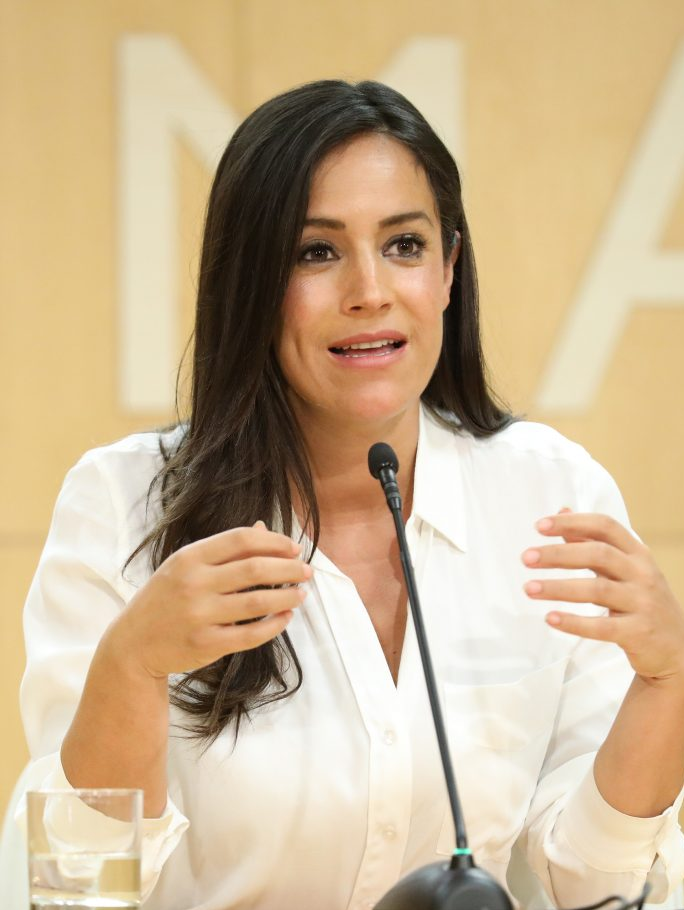
Begoña Villacís, 2019

Begoña Villacís Sánchez (* 4. November 1977 in Madrid) ist eine spanische Rechtsanwältin und Kommunalpolitikerin.

## Werdegang
Villacís wurde in Madrid geboren und ging dort auf die „La Salle de San Rafael Schule“. Im Jahre 2000 erreichte sie einen Abschluss in Rechtswissenschaft an der Universität CEU San Pablo Madrid. Zwei Jahre später absolvierte sie ihren Master in Steuerwesen an der Päpstlichen Universität Comillas, ebenfalls in Madrid. Danach lebte und arbeitete sie in ihrem Beruf, unter anderem drei Jahre in Virginia und trat auch in bekannten spanischen Fernsehsendungen zu Recht und Steuerrecht auf. 2015 wurde sie für die Partei Ciudadanos zur Stadträtin von Madrid gewählt. Nach ihrer Wiederwahl 2019, trat sie für das Amt des stellvertretenden Bürgermeisters von Madrid an und wurde gewählt. Nach der Wahlniederlage ihrer Liste im Mai 2023 verlor sie ihr Mandat und zog sich aus der Politik zurück.
Sie ist verheiratet und Mutter dreier Kinder.